# Lee Falk
Pour les articles homonymes, voir Falk.
Leon Harrison Gross, dit Lee Falk, né le 28 avril 1911 à Saint-Louis (Missouri) et mort le 13 mars 1999 (suite à des problèmes cardiaques, après une longue période de santé déclinante) est un auteur de bande dessinée américain qui fut également écrivain, metteur en scène et producteur de théâtre. Il est surtout connu pour avoir créé les comic strips d'aventure Mandrake le magicien en 1934 et Le Fantôme en 1936.
Son œuvre a profondément influencé le développement du genre super-héros et du comic strip d’aventure.

## Contributions majeures
- Mandrake le magicien est considéré comme l’un des premiers héros de bande dessinée à utiliser la magie et l’illusion comme armes. Ce personnage a anticipé des figures comme Doctor Strange.
- Le Fantôme est souvent cité comme le premier super-héros masqué avec costume moulant, base secrète et héritage familial. Il a inspiré des personnages comme Batman et Black Panther.

## Biographie
Leon Harrison Gross est né le 28 avril 1911 à Saint Louis.
Il prit le nom de Leon Harrison Epstein après le mariage de sa mère en 1913.
Il changea son nom en Leon Harrison Epstein Falk en 1934.
Alors qu'il travaille dans une agence de publicité à Saint-Louis, il y fait la connaissance de Phil Davis avec qui il créera le personnage de Mandrake en 1934.
Lee Falk était aussi dramaturge et metteur en scène/producteur de théâtre. Il a dirigé des acteurs tels que Marlon Brando , Charlton Heston , Paul Newman , Chico Marx et Ethel Waters .

## Héritage
Après sa mort, ses séries ont été poursuivies par des scénaristes et dessinateurs tels que Tony DePaul, Paul Ryan, et Graham Nolan. Son influence perdure dans la bande dessinée contemporaine, et ses personnages continuent d’être réédités et célébrés.

## Récompenses

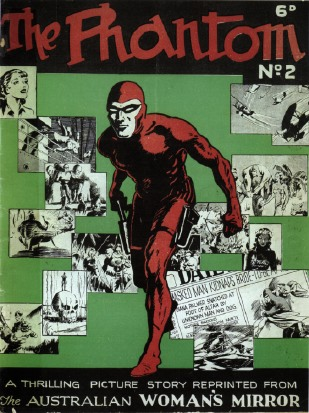
Couverture de l'album no 2 (novembre 1938) des aventures du Fantôme publiées dans le magazine The Australian Woman's Mirror.

- 1967 : Prix Alley du meilleur strip d'aventure pour Le Fantôme
- 1971 :  Prix Yellow-Kid du meilleur auteur au salon international des bandes dessinées de Lucques[5]
- 1984 :  Prix Yellow-Kid « une vie consacrée au cartoon », remis par l'organisation du festival de Lucques, pour l'ensemble de son œuvre
- 1985 :  Prix Adamson du meilleur auteur international pour l'ensemble de son œuvre
- 1986 : Té d'argent de la National Cartoonists Society
- 1986 :  Adamson d'or pour l'ensemble de son œuvre
- 1989 : Prix Inkpot
- 1989 :  Prix Haxtur de l'« auteur que nous aimons », pour l'ensemble de sa carrière
- 2013 : Temple de la renommée Will Eisner (à titre posthume)